# Drymaeus poecilus
Drymaeus poecilus, también conocido como choro moro, es una especie de molusco gasterópodo terrestre que habita en Bolivia, Paraguay, Brasil y Argentina. La especie pertenece a la familia Bulimulidae, del orden Stylommatophora.
El nombre común se debe a la denominación que los lugareños utilizan y que es heredada de los pueblos originarios de la zona: “choro” refiriéndose de manera general a los caracoles y almejas y “moro” por la coloración moteada o manchada de la concha.

## Descripción
Se trata de un caracol terrestre de tamaño mediano. La concha puede medir entre 31 y 37 mm de longitud, y está formada por hasta 7 vueltas. La espira es cónica con suturas poco profundas. La abertura ocupa 1/2 de la longitud, es amplia y oblicua. El peristoma (borde externo de la abertura) es simple y en ejemplares grandes es levemente reflejado. El perióstraco es brillante blanco a amarillento, con número variable de líneas gruesas helicoidales, que pueden ser enteras o punteadas, hasta bandas espirales de dos colores y marcas axiales marrón oscuro a rojizo-violáceo siendo variable el patrón de coloración. La protoconcha tiene un punteado granular típico y regular tanto en sentido axial como espiral. Su masa céfalo-pedal es beige oscuro con la base del pie y los tentáculos grisáceos.

## Distribución geográfica
En Argentina se la puede encontrar en varias provincias del norte como Catamarca, Chaco, Córdoba, Formosa, Jujuy, Misiones, Salta, San Juan, Santiago del Estero y Tucumán. También se distribuye en Brasil y Paraguay, aunque es una especie típica de Bolivia. La especie se extiende hasta Estados Unidos.

## Hábitat y ecología
En Argentina se encuentra desde zonas de selva húmeda como la ecorregión de Yungas sur-andinas hasta en los ambientes más secos como en Chaco seco, incluso en las ecorregiones Chaco húmedo, Alto Paraná, Espinal y Monte.

## En el registro arqueológico
Drymaeus poecilus fue hallado en el sitio arqueológico "El pobladito de Ampolla", en la provincia de Catamarca, Argentina, junto con otros restos de fauna.